# Acanthicus
Acanthicus es un género de peces perteneciente a la familia de los loricáridos.

## Etimología
Del griego akanthikos (espinoso).

## Descripción
- Coloración generalmente negra (a veces gris) y con manchas blancas de manera ocasional. El abdomen tiene el mismo color que el resto del cuerpo.
- Ausencia de aleta adiposa.
- Abdomen recubierto de pequeñas placas.
- Aleta caudal unida con el lóbulo de la misma longitud.
- Cinco hileras de placas en el pedúnculo caudal.
- Espinas de las aletas pectorales muy largas.
- La vejiga natatoria se emplea para la producción de sonidos.[3]

## Distribución geográfica
Se encuentra en Sudamérica: en las cuencas de los ríos Amazonas, Orinoco y Tocantins.

## Especies
- Acanthicus adonis (Isbrücker & Nijssen, 1988)[7]
- Acanthicus hystrix (Agassiz, 1829)[8][9][10][11][12][13][14][15]